# Grandchamp (Yvelines)
Grandchamp település Franciaországban, Yvelines megyében. Lakosainak száma 302 fő (2022. január 1.). Grandchamp Boutigny-Prouais, Les Pinthières, Adainville, Condé-sur-Vesgre, La Hauteville és Le Tartre-Gaudran községekkel határos.

## Népesség
A település népességének változása:
| Lakosok száma | 321  | 324  | 333  | 325  | 314  | 304  | 293  | 291  | 302  |
|               | 2013 | 2015 | 2016 | 2017 | 2018 | 2019 | 2020 | 2021 | 2022 |